# George Cloutier
George Cloutier (Pembroke, Ontario, 16 de juliol de 1876 - Kenora, Ontario, 20 d'abril de 1946) va ser un jugador de lacrosse canadenc que va competir a principis del segle xx. El 1904 va prendre part en els Jocs Olímpics de Saint Louis, on guanyà la medalla d'or en la competició per equips de Lacrosse, com a membre de l'equip Shamrock Lacrosse Team.